# Joe Lloyd

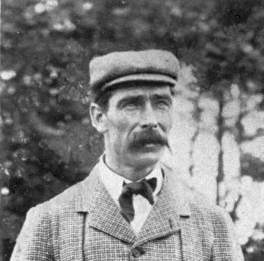
Joe Lloyd

Joseph "Joe" Lloyd, född 1864 i Hoylake, England, var en professionell engelsk golfspelare.
Det första dokumentet om Lloyd skriver om hans seger 1881 då han 17 år gammal vann en matchspelstävling på Hoylake. I resultatlistorna kallas han "Joe Lloyd, The General". Det är oklart varför han kallade sig "Generalen" men det var ett smeknamn som han bar med sig hela livet.
Han arbetade på Essex County Club i Manchester i Massachusetts på sommaren och i Pau i Frankrike på vintrarna där han arbetade som klubbprofessional. Han öppnade den första golfaffären i Frankrike där han sålde golfutrustning och reparerade golfklubbor. På semestrarna tävlade han själv och han ställde upp i The Open Championship 1893, 1894 och 1897 och i alla tre tävlingar hade han topplaceringar.
Lloyd vann den tredje upplagan av US Open 1897 på Chicago Golf Club. Han vann tävlingen som spelades över två rundor på 162 slag, ett slag före tvåan Willie Anderson. Lloyd var en långtslående spelare och han gjorde eagle på det sista hålet vilket innebar att det är den enda US Open-seger som har avgjorts av en eagle på avslutningshålet.
Han drog sig tillbaka från proffsgolfen 1925.
| Majorsegrare genom tiderna                                                                                  |              |           |           |                  |
| 200 olika spelare har vunnit i herrarnas majortävlingar. Joe Lloyd var den 23:e spelaren som vann en major. |              |           |           |                  |
| 1:a | 22:a         | 23:e      | 24:e      | 200:e            |
| Willie Park Sr                                                                                              | Harry Vardon | Joe Lloyd | Fred Herd | Louis Oosthuizen |
| Lista över golfens majorsegrare                                                                             |              |           |           |                  |